# 近衛千代子
近衛 千代子（このえ ちよこ、1896年〈明治29年〉1月11日 - 1980年〈昭和55年〉9月15日）は、昭和戦前期の政治家・近衛文麿の妻。子爵毛利高範の次女で、母は子爵井伊直安の養女（井伊直咸の娘）・賢子。

## 生涯
学習院女子部卒業。千代子は戦前からゴルフを好む活発な女性で、自宅に侵入した強盗に説教する男勝りな一面もあった。文麿とは恋愛結婚で、文隆、昭子、温子（細川護貞夫人）、通隆の二男二女をもうけた。
1945年（昭和20年）の文麿自殺後も、荻外荘を守りつつ、84歳で死去した。